# Kamisama Kiss
Kamisama Kiss (jap. 神様はじめました, Kamisama Hajimemashita) ist eine Mangaserie von Julietta Suzuki, die zwischen 2008 und 2016 in Japan erschien und auch als Anime-Fernsehserie adaptiert wurde.

## Inhalt
Der Vater der Schülerin Nanami Momozono (桃園 奈々生) ist glücksspielsüchtig und verspielt das ganze Geld der Familie. Schließlich verschwindet er und Nanami wird von den Schuldeneintreibern aus dem Haus geworfen. Auf der Suche nach einer Bleibe trifft sie einen jungen Mann, Mikage (ミカゲ), der ihr ein Haus überlassen will. Sie willigt ein und der Mann verschwindet, nachdem er sie zum Abschied auf die Stirn geküsst hat.
An dem Haus angekommen stellt Nanami fest, dass es sich um einen Shintō-Schrein handelt und sie nun die neue lokale Schutzgöttin (ubusunagami) des Schreins ist. Der junge Fuchs-Yokai Tomoe (巴衛), der eigentlich ihr Diener sein soll, ist davon zunächst wenig begeistert. Nach einem kurzen Streit mit Nanami verlässt er sogar den Schrein. Von den Irrlichtgeistern des Schreins Onikiri (鬼切) und Koketsu (虎徹) erfährt Nanami, dass sie Tomoe mit einem Vertrag als Götterdiener an sich binden könnte, womit Tomoe ihr gegenüber zu absolutem Gehorsam verpflichtet wäre. Ihre anfängliche Begeisterung verfliegt jedoch schnell, als sie erfährt, dass sie Tomoe dafür „nur“ küssen müsste. Ein weiteres Problem ist die Tatsache, dass sie als wehrloses Menschenmädchen mit einem Göttermal auf der Stirn für andere Yokai nicht mehr als ein Leckerbissen ist. Als Nanami aber in Lebensgefahr gerät und Tomoe erscheint, nicht um ihr zu helfen, sondern um sich bei dem Spektakel zu amüsieren, küsst sie Tomoe. Nun muss er ihr gehorchen, ob er will oder nicht. In der folgenden Zeit muss sich Nanami mit anderen Geistern und Göttern auseinandersetzen und sich in das Leben als Schreingöttin hineinfinden. Und so erleben sie Abenteuer und lernen viele andere Freunde kennen.

## Veröffentlichung
Der Manga erschien zwischen Februar 2008 und Mai 2016 im Magazin Hana to Yume des Verlags Hakusensha. Die Kapitel wurden in 25 Sammelbänden herausgebracht. Bis Januar 2014 erschienen insgesamt 3 Millionen Exemplare des Manga.
Viz Media veröffentlicht eine englische Übersetzung in Nordamerika, eine französische erscheint bei Akata und eine chinesische bei Tong Li. Von Mai 2012 bis September 2017 erschien bei Tokyopop eine deutsche Übersetzung mit allen 25 Sammelbänden. Seit September 2024 veröffentlicht selbiger Verlag eine Version in Doppelbänden; bisher sind drei erschienen (Stand März 2025).

## Anime
Der Manga wurde von dem Animationsstudio TMS Entertainment unter der Regie von Akitarō Daichi als Anime-Fernsehserie verfilmt. Das Character Design und die Animationsregie wurden wiederum durch Junko Yamanaka ausgeführt. Die 13-teilige Serie wurde vom 2. Oktober bis 25. Dezember 2012 auf TV Tokyo ausgestrahlt, sowie mit bis zu einen Wochen Versatz auch auf AT-X, TV Setouchi, TVQ Kyūshū, TV Aichi, TV Ōsaka und TV Hokkaidō.
Zwischen dem 28. Dezember 2012 und dem 19. Juni 2013 wurden die Folgen auch auf sieben Blu-rays und DVDs veröffentlicht.
Der Anime wurde in den USA von Funimation lizenziert, die ihn auch während der japanischen Ausstrahlung mit englischen Untertiteln streamten.
Der am 20. August 2013 erschienenen limitierten Ausgabe des 16. Mangabandes war zudem eine 2-teilige OVA beigelegt, die die Handlung der ersten Serie fortsetzte.
Eine zweite Serienstaffel namens Kamisama Hajimemashita◎ lief mit 12 Folgen vom 6. Januar bis 31. März 2015 nach Mitternacht (und damit am vorigen Fernsehtag) auf TV Tokyo an, sowie mit bis zu drei Tagen Versatz auch auf TV Osaka, TV Aichi, TV Hokkaidō, TV Setouchi, TVQ Kyūshū und AT-X.

### Synchronisation
| Rolle           | japanischer Sprecher (Seiyū) |
| --------------- | ---------------------------- |
| Nanami Momozono | Suzuko Mimori                |
| Tomoe           | Shinnosuke Tachibana         |
| Mikage          | Akira Ishida                 |
| Shinjirō Kurama | Daisuke Kishio               |
| Onikiri         | Natsuyo Atarashi             |
| Kotetsu         | Chika Ōkubo                  |

### Musik
Der Soundtrack zur Serie stammt von Toshio Masuda.
In der ersten Staffel kam als Vorspanntitel Kamisama Hajimemashita (神様はじめました) zum Einsatz, von Hanae gesungen und von Shūichi Mabe komponiert und getextet. Als Abspanntitel wurde Kamisama Onegai (神様お願い) verwendet, ein Cover der 60er Jahre Group-Sounds-Band The Tempters. Dieses wurde ebenfalls Hanae gesungen in Folge 10 jedoch eine als „Kamisama Onegai“ Datenshi Mix (「神様お願い」堕天使☆Mix) bezeichnete Version von „Kurama (Kishio Saisuke) feat. Hanae“. Eine Single mit beiden Stücken erschien am 14. November 2012 und erreichte Platz 20 der Oricon-Charts. Daneben kamen in Folge 2 das Stück Datenshi Da-Ten-Die (堕天使DA☆TEN☆DIE) und in Folge 6 Tenshi La-Ten-See (天使LA☆TEN☆SEE) zum Einsatz, die von Masuda komponiert wurden und dessen Text und Gesang auf die Rolle Kurama attribuiert ist.
In der zweiten Staffel war der Vorspanntitel Kamisama no Kamisama (神様の神様) und der Abspanntitel Ototoi Oide (おとといおいで) beide von Hanae gesungen und von Shūichi Mabe komponiert und getextet.